# Viscum crassulae
Viscum crassulae là một loài thực vật có hoa trong họ Santalaceae. Loài này được Eckl. & Zeyh. miêu tả khoa học đầu tiên năm 1837.